# Swietłana Surganowa
Swietłana Jakowlewna Surganowa, ros. Светлана Яковлевна Сурганова (ur. 14 listopada 1968 w Leningradzie) – rosyjska piosenkarka, poetka i kompozytorka, założycielka i obecnie solistka zespołu Surganowa i Orkiestr. Jest jedną z ikon środowiska rosyjskich lesbijek, głównie dzięki tekstom swoich piosenek i licznym wypowiedziom, popierającym ruchy LGBT.

## Dzieciństwo i młodość
Swietłana urodziła się 14 października 1968 roku w Leningradzie. Wychowywała ją przybrana matka, Lia Surganowa, doktor biologii, wraz ze swoją matką. Przybrana matka od najwcześniejszych lat budziła w Swietłanie zainteresowanie muzyką i literaturą. Stosunki między nimi nie układały się jednak najlepiej. Moment, kiedy macocha podczas kłótni wyjawiła Swietłanie, że nie jest jej biologiczną matką, był przełomowy: relacje między przybraną matką i Swietą zaczęły być bliskie. Swietłana ukończyła szkołę muzyczną w klasie skrzypiec, a następnie szkołę medyczną i Uniwersytet Pediatryczny w Petersburgu. Piosenki zaczęła pisać w wieku 14 lat, pierwszą pod wpływem przeżyć związanych z pierwszą miłością. Będąc uczennicą 9. klasy stworzyła swoją pierwszą grupę muzyczną pod nazwą Kamerton. Drugi zespół, Liga, założyła w okresie studiów medycznych. Grupa była laureatem wielu konkursów muzyki studenckiej. Później wraz z Piotrem Małachowskim, wykładowcą uczelni medycznej, założyła zespół Nieczto inoje. Zespół dał szereg koncertów, brał udział w wielu akcjach i festiwalach. Repertuar grupy składał się z piosenek autorstwa jej członków, również Surganowej, a także tekstów współczesnych poetów.

## Nocznyje Snajpiery
Wraz z Dianą Arbieniną Swietłana założyła w sierpniu 1993 roku zespół muzyczny Nocznyje Snajpiery (który z początku miał postać duetu, by później przekształcić się w grupę rockową). W jego składzie Swietłana brała udział w nagraniu albumów Kapla diogtia w boczkie mioda, Dietskij lepiet, Ałmaznyj britaniec ,Kanarskij, Żywoj, Rubież i Cunami. Jednocześnie do roku 1996 kontynuowała występy z grupą Nieczto inoje. W okresie działanie zespołu Swietłana wraz z Dianą wydały dwa zbiory wierszy: Drianʹ i Cel. W roku 2002 oficjalnie wydały swoje wiersze i piosenki w książce Patrontasz. Swietłana opuściła grupę w grudniu 2002.

## Surganowa i Orkiestr
Historia grupy Surganowa i Orkiestr rozpoczęła się w roku 2002, kiedy Swietłana porzuciła grupę Nocznyje snajpiery, co stało się powodem licznych komentarzy w prasie i wśród fanów. W kwietniu 2003 w sali koncertowej przy Dworcu Fiskim w Sankt Petersburgu miał miejsce pierwszy występ nowego zespołu, powstałego w wyniku starań Swietłany, gitarzysty Walerija Tchaja i muzyków mało wcześniej znanej grupy Siewier Kombo. W ciągu niespełna roku Swietłana wraz z kolegami stworzyła, nagrała i już w 2003 roku wypuściła debiutancki album Nieużeli nie ja, sprzedany w nakładzie ponad 100 tys. egzemplarzy.
W roku 2004 grupa otrzymała prestiżową nagrodę czasopisma „Fuzz” Piosenka roku (Песня года). Utwory z albumu Nieużeli nie ja długo nie schodziły z pierwszych miejsc list przebojów, szczególnie piosenki „Murakami” i „Bolno”. Grupa nagrała klip „Korabli”, który z powodzeniem był puszczany w MTV i w МУЗ-ТВ; następnie udała się na bardzo udane tournée obejmujące ponad sto rosyjskich i zagranicznych miast. Następne albumy również cieszyły się powodzeniem, jeden z nich, Sol, wszedł do dziesiątki najlepszych rockowych albumów w Rosji w rankingu czasopisma „Russkij rieportier”.
W roku 2008 razem z Aleksandrem Sokorowem, Igorem Konem, Mariną Czen i Sarą Waters była członkiem jury Międzynarodowego Festiwalu Kinowego LGBT Side by Side.

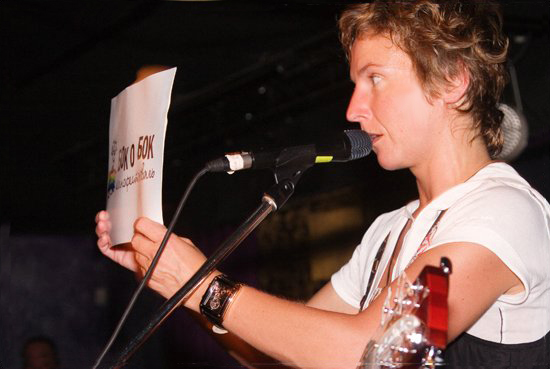
Swietłana Surganowa ogłasza zwycięzcę Festiwalu LGBT Side by Side

W maju 2009 Swietłana weszła s skład jury pierwszego Festiwalu Filmu Krótkometrażowego Aktualnaja Smiesʹ
W 120. rocznicę urodzin Anny Achmatowej Swietłana zaprezentowała książkę mówioną zawierającą wiersze poetki. W nagraniu prócz Surganowej brały udział Jelena Debranska, Karinna Moskalenko, Kira Lewina, Margarita Byczkowa, Oksana Bazilewicz i Ałła Osipienko.
W 2011 roku Swietłana wydała album Uwidimsia skoro, nagrany w studio w Hamburgu.
Obecnie grupa aktywnie koncertuje w wielu krajach świata, na Dalekim Wschodzie, Europie Zachodniej i Ameryce, przy pełnych salach wielbicieli nieprostej, polifonicznej muzyki i poezji.

## Wydane prace
Poezja i malarstwo Surganowej zostały opublikowane w następujących książkach:
- Drianʹ (1996, wiersze, obrazy)
- Cel (1996, teksty piosenek, obrazy)
- 30 piesien Nocznych Snajpierow (2002, nuty, akordy, teksty)
- Patrontasz (2002, teksty piosenek, wiersze, obrazy)
- Poety russkogo roka Tom 10 (2005, teksty piosenek, wiersze)
- Tietradʹ słow (2012)
- Kniga pisiem (2013)

## Życie prywatne
W wieku 28 lat Swietłana zachorowała; cierpiała na niedomagania ze strony przewodu pokarmowego. Próbowała, mając wykształcenie medyczne, leczyć się sama, jednak bezskutecznie. Trafiła do szpitala, gdzie stwierdzono perforację jelita grubego, a wkrótce potem otrzymała diagnozę: rak jelita grubego. Przeszła dwie poważne operacje, jednak mimo osłabienia i pokaźnej utraty wagi ciała (ważyła 42 kg) nie przerwała działalności, brała udział w koncertach. Choroba trwała 8 lat i w tym okresie artystka była poddana 5 operacjom, ostatnia miała miejsce w 2005 roku.
Swietłana Surganowa nigdy nie zaprzeczała swojej homoseksualnej orientacji.